# Чистопілля (Щастинський район)
Чистопі́лля — село в Україні, у Новоайдарській селищній громаді Щастинського району Луганської області. Населення становить 89 осіб.

## Населення
За даними перепису 2001 року населення села становило 89 осіб, з них 95,51% зазначили рідною українську мову, а 4,49% — російську.